# Ida Isakovna Bondareff de Kantor
Ida Isakovna Bondareff de Kantor (Yuzovka, Ucrania, 1887-Moscú, Unión Soviética, 1977), utilizaba los seudónimos de Olga, Pavlova, Sima y Valentina, fue una odontóloga, doctora en ciencias naturales, profesora de ciencias sociales que después de haber militado en Partido Obrero Socialdemócrata de Rusia se exilio en Argentina donde continuó la actividad política y fue una de las primeras dirigentes del Partido Comunista Argentino. Posteriormente regresó a Rusia donde continuó hasta su muerte la labor política y recibió varias condecoraciones.

## Actividad política en Rusia
Desde 1903 militó en Ucrania en el Partido Obrero Socialdemócrata de Rusia (POSDR) que había sido fundado en 1898 y al año siguiente fue detenida por razones políticas y permaneció en la cárcel de Lugansk hasta que fue liberada por la amnistía concedida después del Manifiesto de Octubre.  Continuó su actividad política entre los soldados de la guarnición de Kiev pero en 1906 al variar la situación debió emigrar a Suiza donde se integró al grupo de Lausanna de ayuda al POSDR hasta 1908 en que emigró a Argentina formando parte de la primera corriente migratoria judía a ese país.

## Actividad en Argentina
Ya en el país sudamericano se incorporó a la Organización Socialdemócrata Obrera Judía Avangard que había sido fundada en 1907 y editaba el periódico Die Avangard, escrito en idish. Dentro de la organización Bondarev adhería al grupo de los ikristas o ikrovzes en el que militaban, entre otros, Major Mashevich y Mijail Komin Alexandrovsky, favorables a integrarse al Partido Socialista (PS) y partidarios de la tendencia “asimilacionista” propiciada por Lenin en su periódico Iskra, que en 1908 constituyeron el Círculo Ruso, que fue reconocido por el PS con el nombre de Centro Avangard como agrupación idiomática y que hasta 1010 publicó el periódico Di Shtime fun Avangard (La Voz de Avangard) escrito en idioma ruso. Con el otro grupo, denominado bundistas que propiciaban una organización socialista autónoma judía y clasista que usara exclusivamente el ydish  -entre los que estaba, entre otros, Pinie Wald- los ikristas rivalizaban por el control de la Biblioteca Rusa en la que se realizaban actividades artísticas, conferencias y debates, cuyos fundadores de 1907 eran mayoritariamente judíos, funcionando como centro de intercambio de ideas, pero también habían concretado algunos proyectos conjuntos como la creación en 1912 de una cooperativa de obreros panaderos.
El esposo de Ida Bondarev, Innokenty Ilyich Yakovlev, un minero de los cosacos de Siberia, regresó a Rusia desde Argentina en 1914 y ella se unió al ingeniero y militante comunista Moisés Kantor; por otra parte, el Partido Socialista disolvió el centro Avangard e Ida Bondarev organizó cursos de economía marxista, editó la revista Golos Avangarda, colaboró con el grupo que en París ayudaba a la fracción bolchevique del POSDR y se desempeñó como corresponsal del Proletarii (El Proletario), un periódico de los bolcheviques exiliados que dirigía Lenin. Bondarev se graduó en biología en la Facultad de Ciencias Exactas y Naturales de la Universidad de Buenos Aires y trabajó como odontóloga en un consultorio que se convirtió en espacio habitual de reuniones clandestinas.
Hacia 1916 se formó un Comité de Ayuda a los Desterrados y Trabajadores Forzados de la Rusia Zarista que a partir del año siguiente se llamó Comité de Ayuda a los Diputados, Obreros y Soldados Campesinos, más adelante, Unión de los Obreros Socialistas y, finalmente, Grupo Comunista Ruso (GCR). Bondarev participó de esa asociación y también de la organización del acto del 1° de dicieiembre de 1918 de apoyo a la Revolución rusa que tuvo el auspicio del Partido Socialista Internacional, núcleos de socialistas eslavos y algunas agrupaciones socialistas y gremiales; la manifestación con unos diez mil participantes según diarios de la época, partió de la esquina de Anchorena y avenida Corrientes dirigiéndose hacia el Este fuertemente custodiada por policías a caballo y a pie delante y detrás de la misma, y al llegar a la altura del Teatro Liceo fue agredida con bombas de estruendo y petardos que no interrumpieron su marcha que culminó con un acto en la Plaza San Martín. En este acto hablaron José Fernando Penelón, un marinero uruguayo radicado en el país apellidado Suárez e Ida Bondarev.

## Ingreso al Partido Comunista y retorno a Rusia
Bondarev ingresó junto con el GCR al PSI fundado el 6 de enero de 1918 cuando fue reconocido por la Internacional Comunista como sección local por haber aceptado las llamadas “21 condiciones”  y cambió su nombre al de Partido Comunista de la Argentina PCA. Integró el cuerpo de redacción del periódico Proletarskoye Slovo, luego titulado Kommunisticheskoye Slovo, en el PCA realizó tareas de propaganda, fue miembro suplente del Comité Central, fundó la Sección Femenina Comunista de la que fue secretaria, editó la página femenina del periódico La Internacional, fue delegada  y vicepresidenta segunda del IV Congreso del PCA en enero de 1922 y delegada al VI Congreso en 1924. De los actos de la Sección Femenina Comunista se recuerdan la participación de la poetisa Alfonsina Storni y de la actriz Berta Singerman. Remitía informes a Lenin sobre la situación de Argentina y es posible que las citas sobre el país que hace en su obra El imperialismo, última etapa del capitalismo, tengan origen en dichas informaciones. Si bien estaba próxima en 1922 a la fracción frentista, que propiciaba un frente único con el PS, no la siguió cuando rompió con el partido. En 1924 fue detenida por participar en una manifestación en contra de la ley de trabajo   
En 1925 en el contexto de una fuerte polarización en el PCA entre el ala izquierdista y quienes al año siguiente formaron el Partido Comunista Obrero PCO, el Pleno Ampliado del Comité Ejecutivo la expulsó del PCA acusándola de “ligazones políticas y financieras con el PCO de Argentina y solidaridad con el trabajo provocador de oposición para la división del PCA” y el VII Congreso que sesionó del 26 al 28 de diciembre de 1925 ratificó tal decisión. Al año siguiente Bondarev viajó a Moscú junto a Lila Guerrero ( Buenos Aires, Argentina, 16 de junio de 1906 - ibídem 24 de diciembre de 1986 cuyo nombre real era Elizabeth Innokentevna Yakovlev y utilizaba también el seudónimo de Elsa Betty Iakovleff ), que era hija de su matrimonio con Yakovlev y había sido adoptada por su segundo esposo, Moisés Kantor. Allí obtuvo que previo estudio de su situación por la Pequeña Comisión del Secretariado de la Comisión Ejecutiva de la Internacional se anulara su expulsión y se la trasladara al Partido Comunista de la Unión Soviética. En este país trabajó como médica y se ocupó de enfermería y de la enseñanza sanitaria. En 1931 era investigadora científica del Instituto Marx-Engels-Lenin del sector Comintern y miembro de la Sociedad de los Antiguos Bolcheviques; tuvo a su cargo las cátedras de marxismo-leninismo en diversas universidades y en la Academia Timiriasev. Recibió las condecoraciones Estrella Roja, Insignia de Honor y Bandera Roja del Trabajo. 
Ida Isakovna Bondareff de Kantor falleció en Moscú en 1977.